# Humilladero del Santo Cristo del Perdón (Matapozuelos)
El humilladero del Santo Cristo del Perdón es un pequeño edificio de culto católico de la localidad de Matapozuelos (Valladolid, España) que se encuentra embutido en el caserío del pueblo y que solo cobra vida durante los primeros días del mes de mayo en que se celebra la Invención de la Santa Cruz.

## Historia y descripción
Es un cubo de planta cuadrada. En su origen tuvo seis vanos o puertas, dos a los pies y dos a cada lado de sus costados. A través de los años sufrió diversas modificaciones hasta el punto de que solo quedó viable una de las seis.
Data probablemente del siglo XVII a juzgar por sus características arquitectónicas. Como tal humilladero se construyó en la bifurcación del camino que por el norte conduce a Valdestillas y Valladolid y por su izquierda hacia Serrada. Estos humilladeros solían estar en lugares estratégicos que daban información sobre los caminos más importantes de entrada o salida de caminantes que al pasar junto a ellos hacían la señal de la cruz y rezaban una simple jaculatoria. A lo largo del tiempo la población creció considerablemente envolviendo al edificio y los propios viajeros olvidaron sus costumbres por lo que el humilladero perdió su significado y cometido. En el siglo XIX se ubicó el cementerio a su costado y pasó a ser la capilla del mismo hasta que se construyó el nuevo cementerio municipal al sur de la población. El humilladero revive durante los días de festejos de la Invención de la Santa Cruz de mayo. Allí se celebra una misa, se hace una novena y se organiza una procesión.